# Aéroport international Simón-Bolívar
Pour les articles homonymes, voir Simón Bolívar et Bolivar.
Pour l'aéroport au Venezuela, voir Aéroport international Maiquetía - Simón Bolívar.
L'aéroport international Simón-Bolívar (code IATA : SMR • code OACI : SKSM) est un aéroport international situé dans la ville de Santa Marta, en Colombie.

## Situation

### Carte des aéroports de Colombie
| \| 20 km1:4 119 000 \| Acandí Apartadó / Carepa Araracuara Arauca Armenia Bahía Solano Barrancabermeja Barranquilla / Soledad Bogota Bucaramanga · Lebrija Buenaventura Cali Carthagène · des Indes Corozal Cúcuta Florencia Guapi Ibagué Ipiales · Aldana La Chorrera La Pedrera Leticia Maicao Manizales Medellín Medellín O. H. Mitú Montería Neiva Nuquí Ocaña Pereira Popayán Providencia Puerto · Asís Puerto · Carreño Quibdó Riohacha San Andrés San José · del Guaviare San Juan · de Pasto San Vicente · del Caguán Santa Marta Saravena Tame Tumaco Valledupar Villavicencio Yopal |
| 20 km1:4 119 000 |

## Compagnies et destinations
| Compagnies     | Destinations                                                          |
| -------------- | --------------------------------------------------------------------- |
| Avianca        | Bogota-El Dorado, Cali-Alfonso-Bonilla-Aragón, Medellín-J. M. Córdova |
| Copa Airlines  | Panama-Tocumen                                                        |
| LATAM Colombia | Bogota-El Dorado, Cali-Alfonso-Bonilla-Aragón, Medellín-J. M. Córdova |
| Wingo          | Bogota-El Dorado, Medellín-J. M. Córdova                              |

Édité le 08/04/2018  Actualisé le 18/12/2023

## Caractéristiques
L'aéroport est situé à une altitude de 7 mètres. Il possède une piste d’atterrissage en asphalte, de direction 01/19 et de dimensions 1 700 × 30 mètres.

## Statistiques
Pour des raisons techniques, il est temporairement impossible d'afficher le graphique qui aurait dû être présenté ici.

Voir la requête brute et les sources sur Wikidata.

## Accident
Le 17 juillet 2007, le vol AeroRepública 7330, un Embraer 170, a dépassé la piste d'atterrissage avant de finir en contrebas d'un talus, la partie avant plongée dans l'océan.